# Руси у Немачкој
Руси у Немачкој су једна од етничких група Немачке. До масовне имиграције довео је колапс Совјетског Савеза 1991. године, а Немачка је била главна дестинација, углавном због економских и етничких разлога. Руси су 9. највећа мигрантска група у овој земљи.

## Емиграција за време и након Совјетског Савеза
Немачки подаци о становништву из 2012. године евидентирају 1.213.000 руских миграната који бораве у Немачкој - то укључује и садашње и бивше држављане Руске Федерације, као и бивше грађане Совјетског Савеза. Руско министарство иностраних послова саопштило је да око 3.500.000 говорника руског живи у Немачкој, [7] подељено углавном у три етничке групе:
- Етнички Руси
- Руси (немачки Руси)
- Руски Јевреји

Имиграција у Немачку порасла је крајем осамдесетих и почетком деведесетих година прошлог века. Између 1992. и 2000. године Немачка је примила 550.000 емигранта из Русије, 60% од укупно емигрираних у том добу.